# Tricimba fungicola
Tricimba fungicola är en tvåvingeart som beskrevs av Dely-draskovits 1983. Tricimba fungicola ingår i släktet Tricimba och familjen fritflugor.
Artens utbredningsområde är Ungern. Inga underarter finns listade i Catalogue of Life.